# Zapaska
ZAPASKA — український музичний дует, що виконує альтернативну поп-музику.

## Історія та стиль

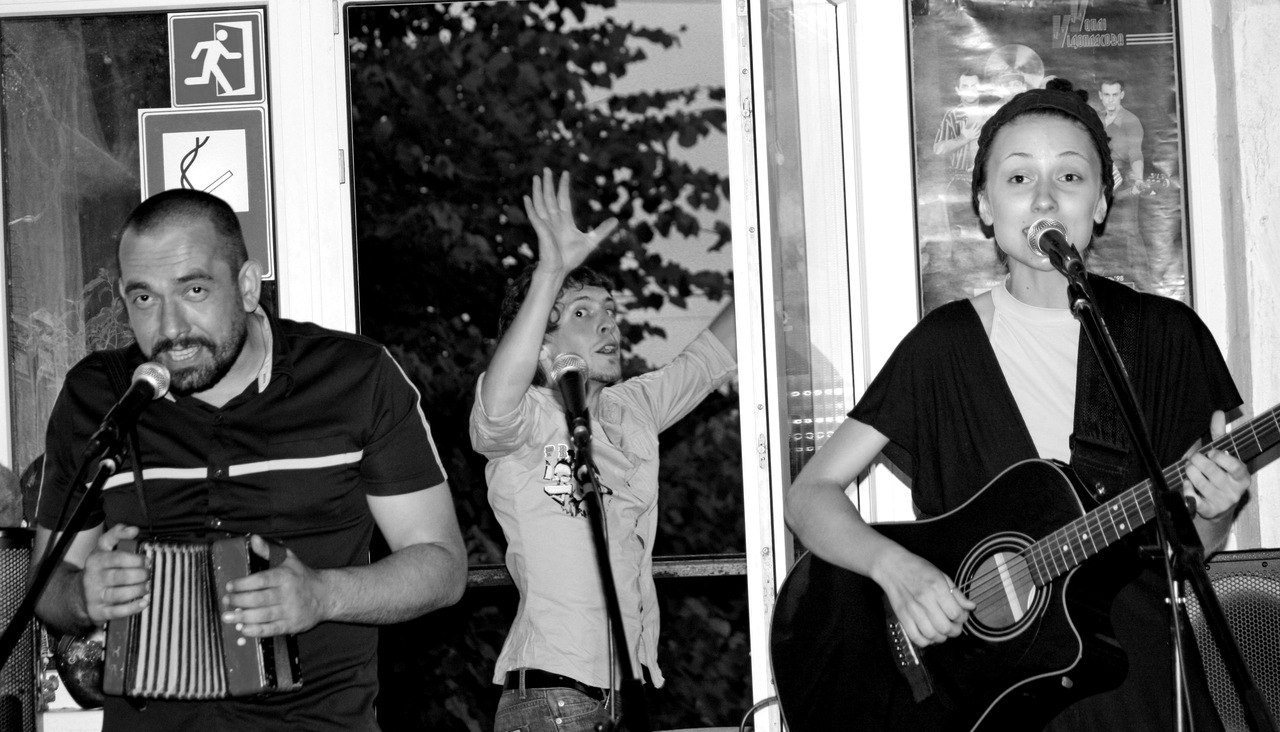

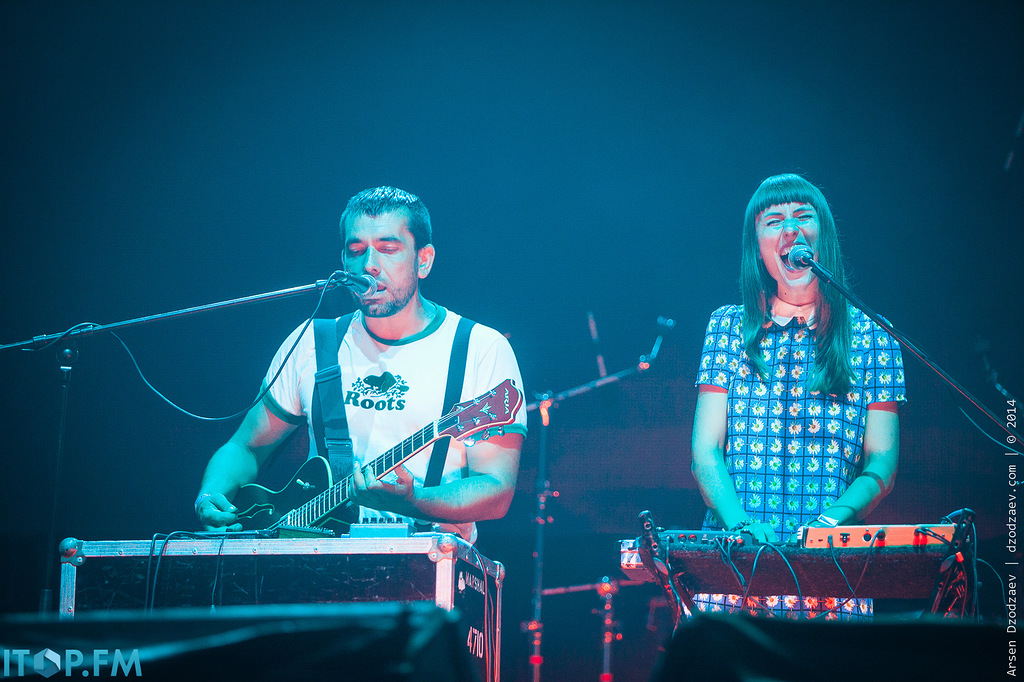

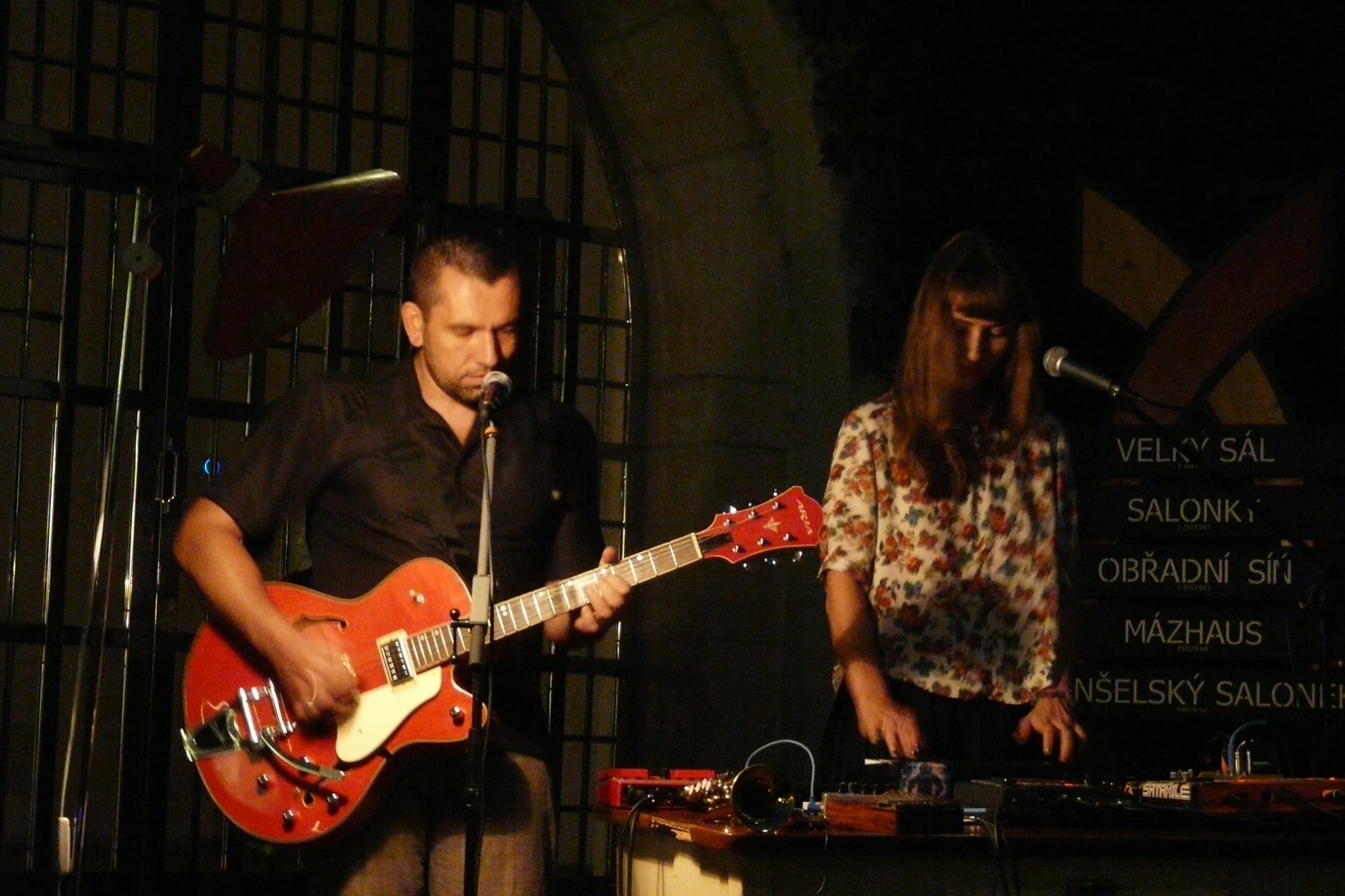

"Zapaska" утворили в грудні 2009-го Павло Нечитайло, фронтмен рок-гурту «Пропала Грамота», та Яна Шпачинська, вокалістка й очільниця гурту «ЧЕЧЕ». Заснуванню дуету передувало знайомство музикантів на фестивалі авторської пісні «Срібна Підкова» у 2000-му й давня дружба.
Композиції Zapaska створюють в режимі Live-looping — за допомогою зациклювання та міксування музичних фраз. Так, перебуваючи удвох на сцені, учасники Zapaska створюють щільне музичне полотно зі звуків традиційних музичних інструментів (гітари, дворядного баяна «Калінка», рабаби, калімби, усних гармонік, дудука та ін.), вокалізмів, драм-машини, та ефекторних процесорів.
Дует активно концертує по клубах та фестивалях України і зарубіжжя.
Таким чином “Zapaska” створює насичені музичні композиції, прості і експериментальні водночас.

## Дискографія
- LANKA EP, 2010:

1. Будинок чарівних гномів
2. Королева листя
3. Прорізна
4. Несподівано
5. Колискова

- Translitom EP, 2011:

1. Cosmo Tour
2. Літак
3. Я радію сам
4. Waitress
5. Маша
6. Niema Ryby

- KONTUR LP, 2014

1. Junaky (Robert Piernikowski mix)
2. Shlyuzovyk
3. Nocturne (skit)
4. Gazuj
5. Trinidad
6. Ya I Ya (feat. Feeteel) (skit)
7. Vershnyky
8. Psyajuha (skit)
9. Kolyada
10. Letat (feat. Gena Ivanov) (skit)
11. Vynograd (feat Nina Garenetska and Omodada)
12. Falafel
13. Blake
14. V Dzhyhad (feat. Grygori Semenchuk) (skit)
15. Kursom Na
16. Yablinka (skit)
17. +x
18. The End (skit)

- POMALU LP, 2016

1. POMALU
2. HARNO
3. VIKNA VIDCHYNYTY
4. LETY
5. ZAPYTAJSIA
6. SHKOLIARSKA
7. ALIONA
8. CHUHAJSTRA
9. SVARKA
10. GENEROSITY

## Відеографія
- «Несподівано [Архівовано 20 грудня 2012 у Wayback Machine.]» (літо 2010, реж. Юлія Рублевська)
- «Колискова [Архівовано 31 травня 2015 у Wayback Machine.]» (осінь 2010, реж. Юлія Рублевська)
- «VIKNA VID4YNYTY [Архівовано 18 грудня 2019 у Wayback Machine.]» (весна 2016, реж. Kseniya Krasnova, Anastasiia Styrova)
- «Запитайся [Архівовано 1 жовтня 2020 у Wayback Machine.]» (зима 2017, реж. Oleh Shcherba)

## Нагороди
Відеокліп гурту на пісню «Запитайся» став переможцем Міжнародного фестивалю анімації Anibar, який проходить в Косово